# Itome (mitologia)
Itome (en grec antic Ἰθώμη) va ser, segons la mitologia grega, una nimfa de la muntanya homònima a Messènia.
Una tradició local explicava que havia estat encarregada de tenir cura de Zeus infant, amb una altra nimfa anomenada Neda. Les dues tenien el costum de banyar-lo cada dia a la font anomenada Clèpsidra, que era a prop. A la rodalia va existir un temple dedicat a Zeus Itomeu, on s'hi portava aigua de la font Clèpsidra cada dia. Zeus Itomeu donava oracles.